# Джованні Бернардіно Наніно
Джов̀анні Бернард̀іно Нан̀іно (італ. Giovanni Bernardino Nanino) (Валлерано бл. 1560 — Валлерано 21 травня 1618) — італійський композитор пізнього відродження та раннього бароко, представник римської школи, викладач музики та співу; молодший брат впливовішого композитора Джованні Марії Наніно.

## Біографія
Джованні Бернардіно Наніно родився у 1560 році або трохи раніше; у містечку Валлерано, що на півночі Лаціо. Почав свою музичну освіту хлопчиком-сопрано у валеранському соборі, допевне як і його старший братДжованні Марія Наніно. Манфредо Манфреді передає, між іншими відомостями, що у Валерано народилася майбутня дружина композитора, Маддалена, та перші їх діти. 
З травня 1585 року до жовтня 1586 року був капельмейстером Братства Святої Трійці Пілігримів (Confraternita della SS. Trinità dei Pellegrini); потім, з тими ж обов'язками, перейшов до римської церкви Санта Марія ай Монті. З 1591 до 1608 року був капельмейстером іншої римської церкви Сан-Луїджі-деї-Франчезі, заступивши на цій посаді брата Джованні Марію, що перейшов до папського хору. Два брати жили разом у будинку, що належав церкві, і велику частину свого часу витрачали на навчання хлопчиків з хору. В цей час Наніно був зв'язаний з кардиналом Монтальто, багатим та впливовим покровителем мистецтва та музики, і можливо служив йому як вчитель, композитор та архіваріус у його церкві Сан Лоренцо ін Дамазо. 
З 1608 року працював у музичній капелі церкви Сан Лоренцо ін Дамазо. Зокрема, за Контрактом, укладеним з Конгрегацією Сан Луїджі і підкріпленим присягою («ita promitto», власноручний підпис), Наніно мав виконувати обов'язки капельнейстера та викладача музичної школи для хлопчиків, що вивчають спів та композицію. До цих обов'язків входило також розміщення у власному домі та утримання разом з власною сім'єю маленьких учнів, як правило чотирьох осіб.Витрати на одяг, лікування та навчальні матеріали, як придбавання книжок, аспідних дощок («cartelle»), чорнил, пер тощо, здійснювались за рахунок церкви. Під вчителюванням Наніно зросли найвизначніші композитори римської школи, серед яких Ґреґоріо та Доменіко Аллеґрі, Антоніо Чіфра, Доменіко Массенціо, Вінченцо Уґоліні та Паоло Аґостіні, що став його зятем.
У 1614 році був співавтором твору брата Джованні Марії «Amor pudico».
Помер Наніно 21 травня 1618 року та був похований у церкві Сан Вітторе Мартіре у Валлерано. 

## Стиль
Музика Наніно вісімдесятих та дев'яностих років написана у консервативній манері, з уникненням експериментальних тенденцій його брата та Луки Маренціо, і з відданням натомість переваги використанню техніки та виразового стилю таких більш ранніх римських композиторів як Джованні П'єрлуїджі да Палестріни. 
Приблизно після 1610 року він застосовує у своїх сакральних працях техніку basso continuo — навряд чи консервативна тенденція, — знаменно, що його брат ніколи цього не робив.
Більшість його ранніх творів світські, наприклад мадригали, але після 1610 року, по смерті брата, він опублікував також декілька книг мотетів. Існує думка, що Наніно, пишучи музику у тому ж форматі що й брат, зумисно обирав протилежні стилистичні засоби, а по смерті останнього швидко перейняв сучасний прогресивний стиль, використовуючи його у створенні музики у тих самих формах, що і його брат, виразні засоби якого стали вже консервативнішими.

## Твори

### Сакральні
- Motecta, 2–4vv Рим, 1610
- Motecta, liber secundus, 1–5vv, bc, Рим, 1611
- Motecta, liber tertius, 1–5vv, bc, Рим, 1612
- Motecta, liber quartus, 1–5vv, bc, Рим, 1618
- Salmi vespertini, Рим, 1620
- Venite exultemus, 3vv, bc, Ассізі, 1620
- Laetatus sum, 8vv, bc
- 10 mottetti, salmi, antifone
- інші сакральні твори

### Світські
- Перша книга мадригалів на 5 голосів (Il primo libro de madrigali a 5 voci), Венеція, 1588
- Друга книга мадригалів на 5 голосів (Il secondo libro de madrigali, 5vv), Венеція, 1599
- Третя книга мадригалів на 5 голосів (Il terzo libro de madrigali, 5vv), Рим, 1612
- 7 мадригалів , на 5 голосів 1586, 1587, 1589, 1592, 1598, 1599, 1607; 3 madrigali 1–3vv, 1595, 1621

## Зовнішні посилання
- Джованні Бернардіно Наніно : "Haec dies" - YouTube [Архівовано 4 жовтня 2016 у Wayback Machine.]